# Neustadt interna
La Neustadt interna (in tedesco Innere Neustadt) è un quartiere di Dresda. Il nome deriva dalla Neuen Königlichen Stadt, il quartiere di Altendresden, che fu ricostruito dopo un incendio della città nel 1732. Contrariamente alla Neustadt esterna, il nucleo della Neustadt interna si trovava all'interno delle mura della città ed è quindi anche chiamato Neustadt storica.

## Posizione

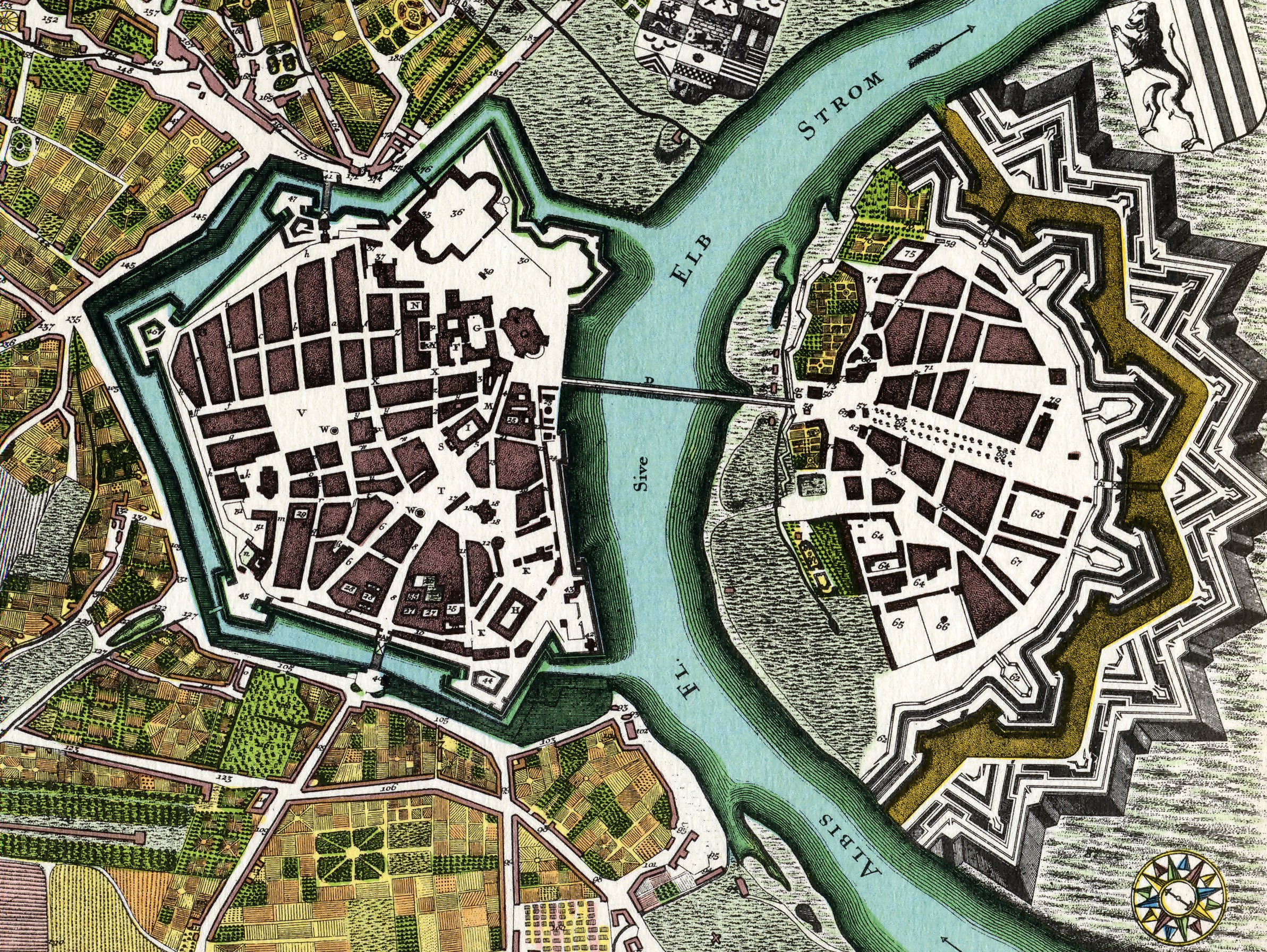
La fortezza della città di Dresda intorno al 1750 - a destra la nuova città reale

La Neustadt interna si trova nel quartiere Neustadt di fronte al centro storico interno ed è circondata dall'Elba a forma di arco. Quattro ponti (Albert, Carola, Augustus e Marienbrücke) collegano il distretto con la sponda meridionale del fiume. Le strade che attraversano i ponti, attraversano Neustadt interna e corrono verso Albertplatz, che si trova all'estremità settentrionale del distretto ed è al centro di quasi tutte le strade principali.

## Edifici

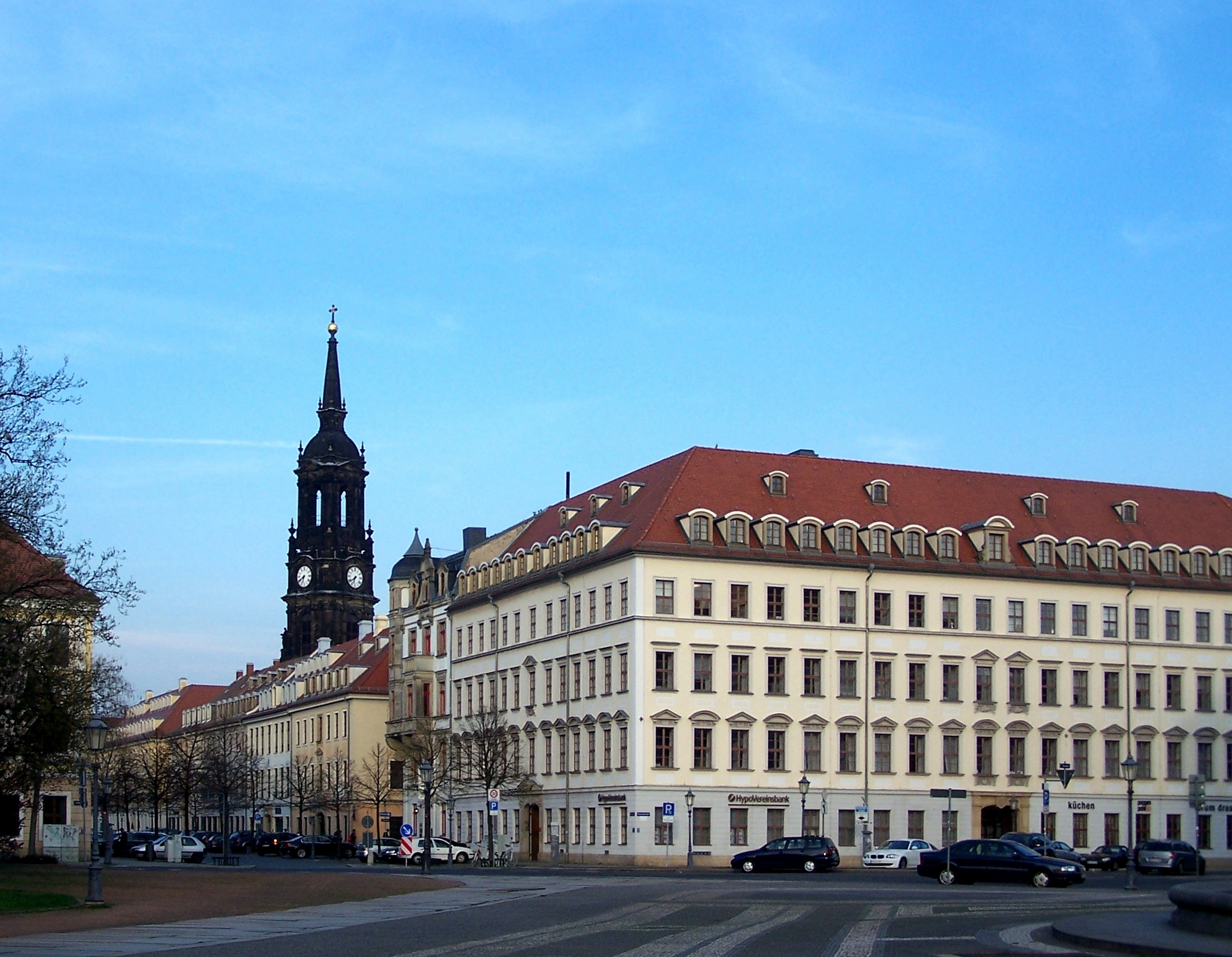
Palaisplatz e Dreikönigskirche

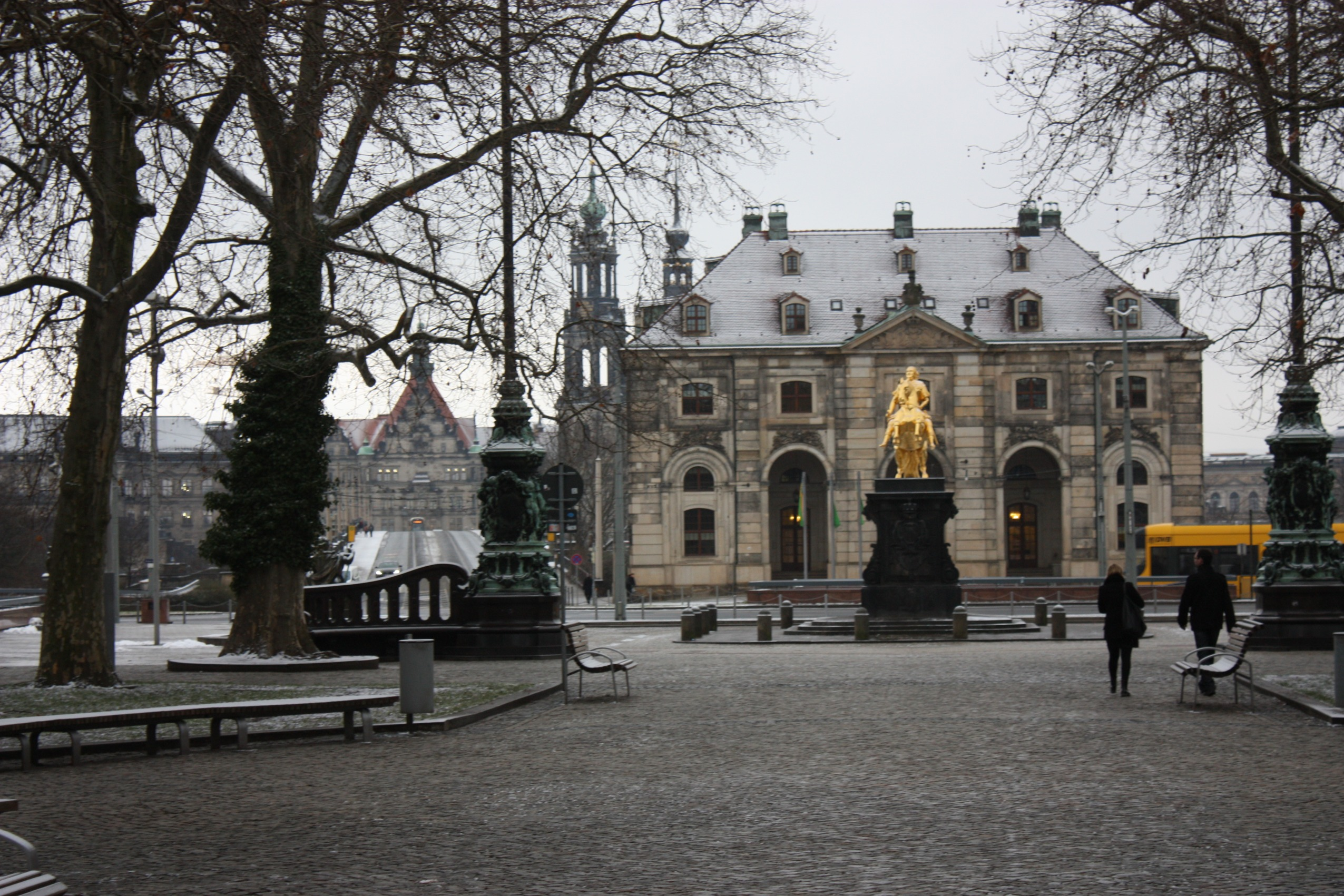
Il Cavaliere dorato su Neustädter Markt di fronte alla Blockhaus

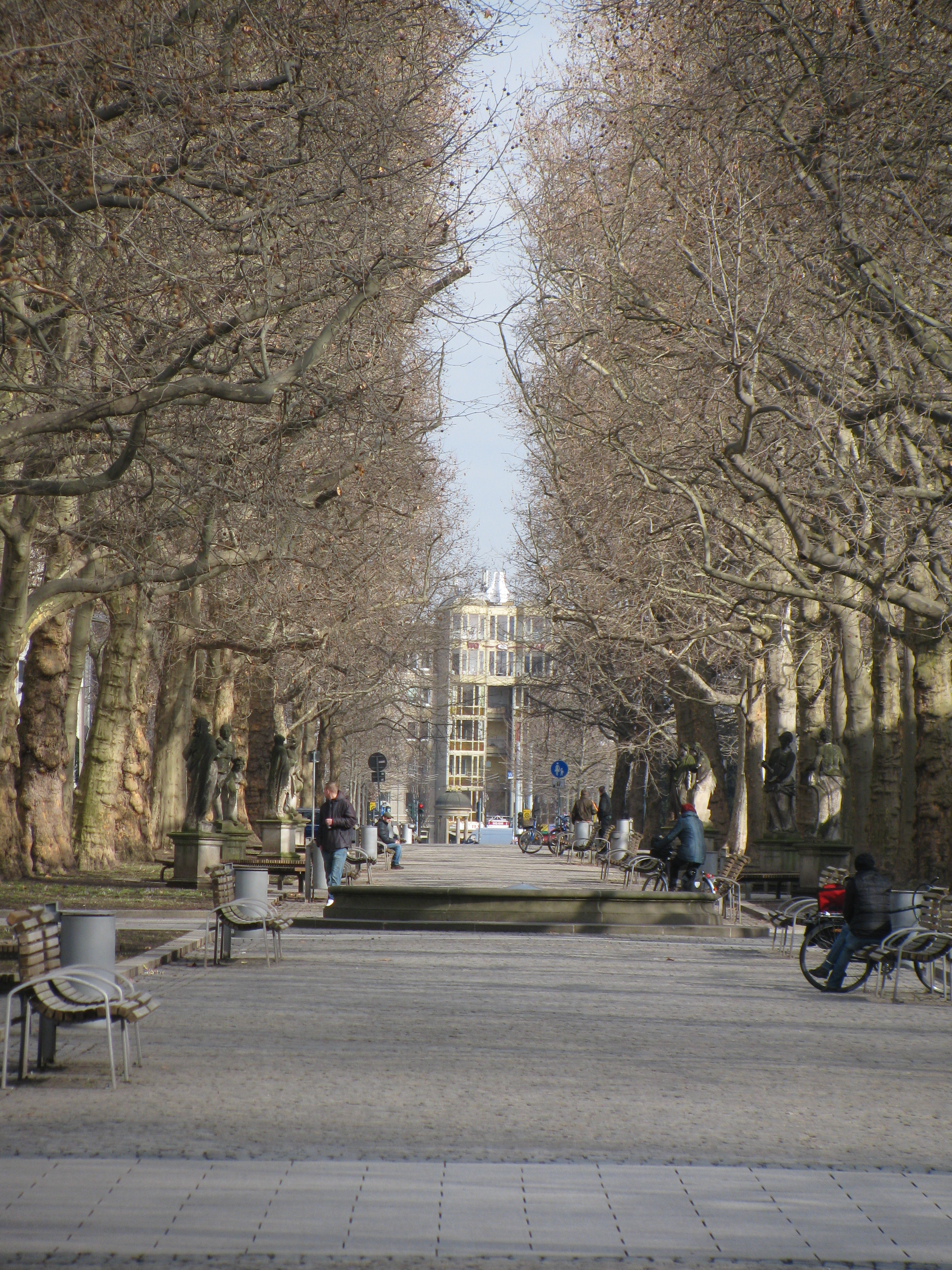
La Hauptstraße forma un asse dal Goldener Reiter ad Albertplatz

Ci sono diverse istituzioni culturali e musei a Dresda nella Neustadt interna. Il Museo Erich Kästner si trova sull'Albertplatz e il Museo etnologico nel Palazzo giapponese. Il Kügelgenhaus - Museo del romanticismo di Dresda si trova sulla strada principale e il Kunsthaus Dresden si trova in Rähnitzgasse e il teatro Societaet non è lontano. 
Il Jägerhof è la sede del Museo di arte popolare sassone e della Collezione teatro delle marionette delle collezioni d'arte statali. 
Oltre al festival cittadino, che si svolge principalmente sulla strada principale, le serate cinematografiche si svolgono sulle rive dell'Elba a Neustädter Elbwiesen in estate. 
Ci sono anche numerosi edifici significativi nella Neustadt interna. La ricostruzione del quartiere fino al 1732 fu eseguita in stile barocco. Ad oggi, le case barocche si trovano principalmente nel quartiere barocco di Königstraße. Uno degli edifici che è rimasto invariato, dal 1733, si trova al 15 di Große Meißner Straße. Il complesso edilizio ricco di storia, che è sopravvissuto alla devastazione della guerra senza danni, costituisce la sezione centrale dell'Hotel Bellevue. 
La Dreikönigskirche fu sede del parlamento statale sassone dal 1990 al 1993. Gli edifici governativi del distretto e il Palazzo giapponese si estendono lungo le rive dell'Elba. Colpisce l'arciere nel giardino perenne di Neustädter Elbufer. 
Il Cavaliere dorato, un noto punto di riferimento di Dresda, si trova sul Neustädter Markt. All'altra estremità della strada principale che attraversa la Neustadt interna si trova la Fontana Artesiana ad Albertplatz. Nel mezzo si trova il più grande parcheggio pubblico automatico all'incrocio di Metzer Straße e proprio di fronte alla Neustädter Markthalle. 
Fino al febbraio 1945, il grande municipio di Neustadt si trovava sul Neustädter Markt, ma non fu ricostruito dopo la sua distruzione e dovette fare spazio a un complesso residenziale. Un'iniziativa appositamente fondata si era posta l'obiettivo di ricostruire il municipio e ripristinare il Neustädter Markt. Sulla non più esistente Beaumontplatz, nel 1728, Knöffel costruì un edificio per il conte generale Wackerbarth, il palazzo Wackerbarth, le cui rovine furono demolite nel 1962/1963.

## Traffico

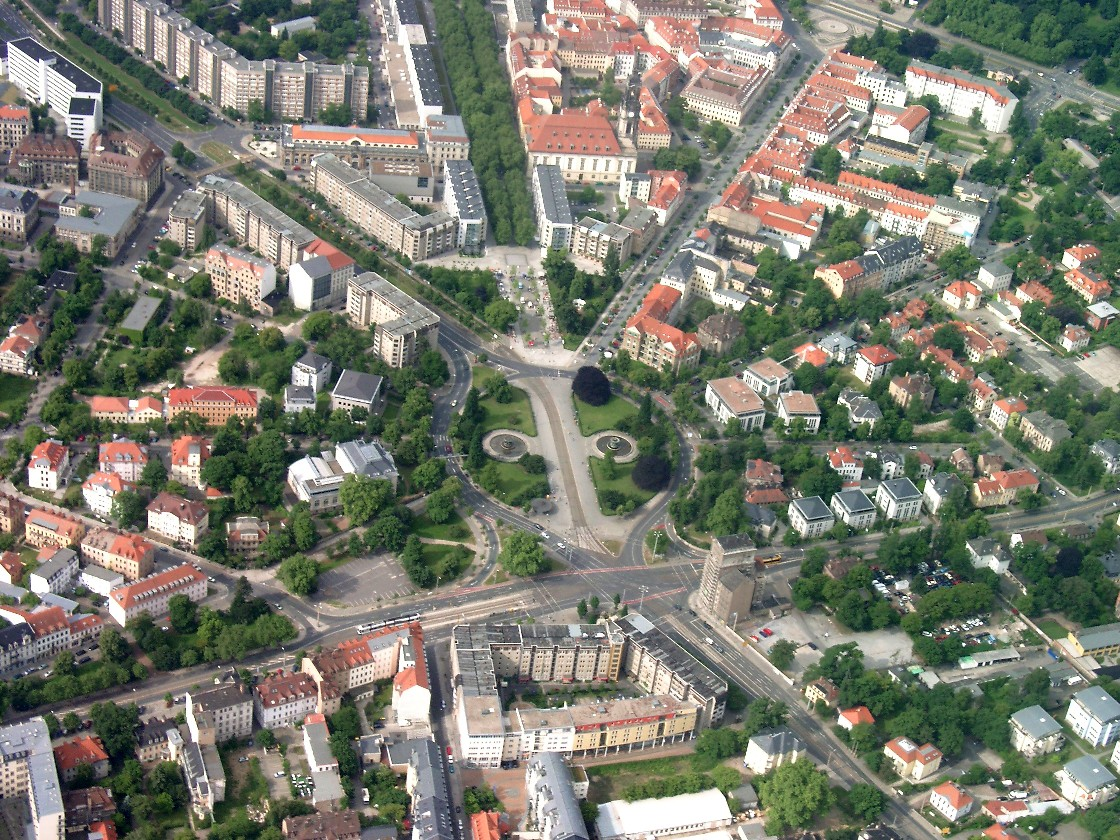
Vista aerea di Albertplatz nell'estate 2005, guardando verso l'Elba

Le strade principali sono la Hauptstraße (una zona pedonale) nell'estensione del Ponte Augusto, la Albertstraße nell'estensione del Carolabrücke e la Königstraße. Altre strade importanti sono Antonstraße (l'estensione del Marienbrücke) e Bautzner Straße. Köpckestraße e Große Meißner Straße sono di straordinaria importanza nella strada che collega i piazzali del ponte vicino alla riva.
Un totale di otto linee di tram gestite dalla Dresdner Verkehrsbetriebe attraversano il distretto su due rotte est-ovest e tre nord-sud. La fermata più importante è Albertplatz. Fatta eccezione per la linea 81, che collega la Neustadt interna alla stazione ferroviaria di Neustadt, nessuna linea di autobus urbana serve il distretto, ma solo linee regionali. 
La Neustadt interna è delimitata a ovest dalla linea ferroviaria a lunga percorrenza per Lipsia. La stazione ferroviaria di Dresda-Neustadt nel nord-ovest del distretto è una stazione ferroviaria a lunga percorrenza.

## Economia e autorità

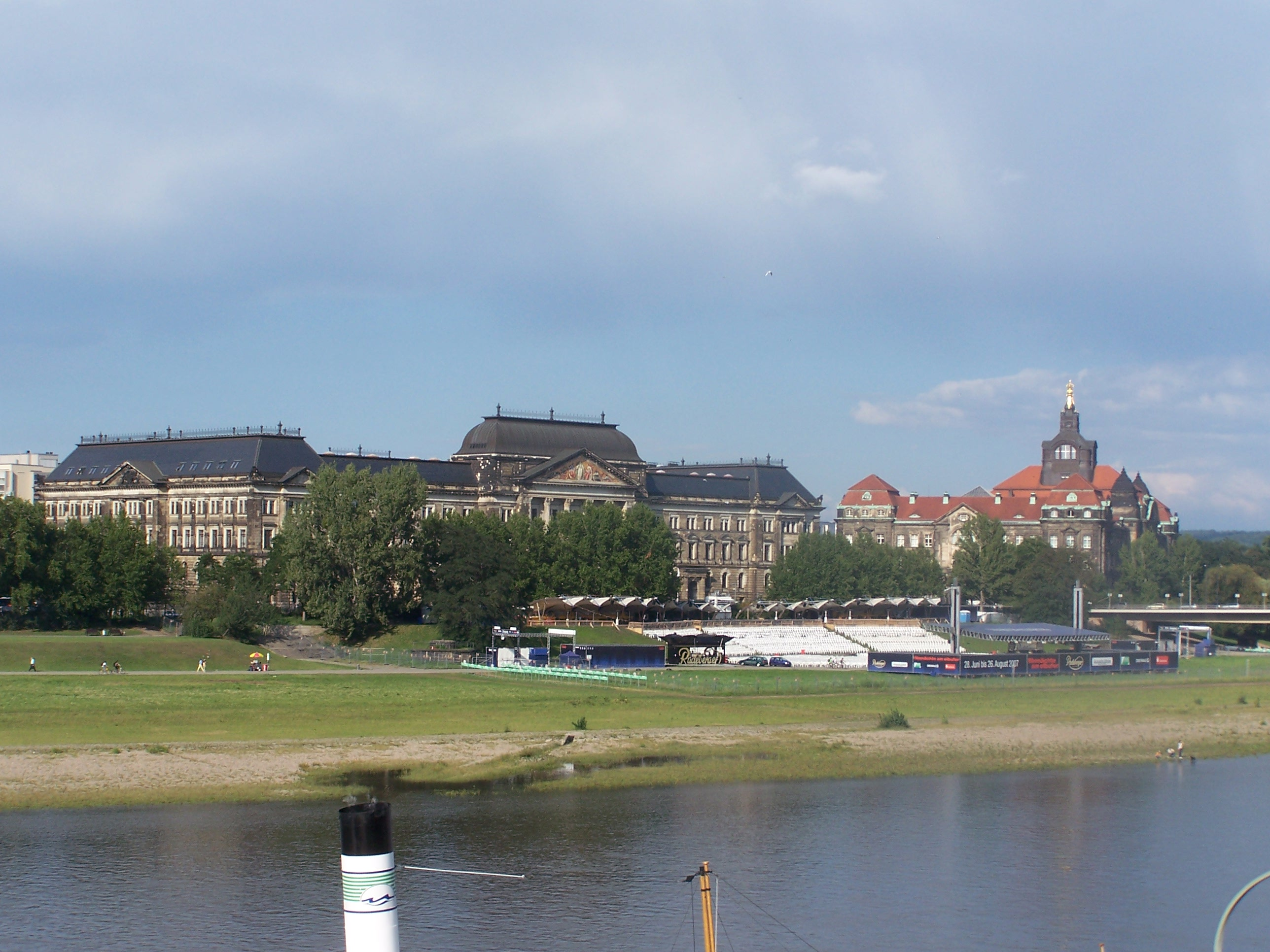
Distretto governativo con Ministero delle finanze e cancelleria di stato

I settori economici più importanti nella Neustadt interna sono la ristorazione e il commercio al dettaglio. Come nel centro città, ci sono molti hotel e ristoranti in questa parte del centro di Dresda. L'hotel più grande è l'Hotel Bellevue della catena alberghiera Westin. Sia la Königstrasse che la Hauptstrasse hanno importanti gallerie commerciali. 
La Cancelleria di Stato e tutti i ministeri dello Stato di Sassonia sono incentrati su Carolaplatz e formano il distretto governativo. Attualmente ci sono otto ministeri, che si trovano in diversi edifici storici ma anche di recente costruzione. Anche l'Archivio centrale di Stato di Dresda si trova nel distretto governativo.